# ۲۳۲ (میلادی)
۲۳۲ (میلادی) دویست و سی و دومین سال تقویم میلادی است.

## زادگان
- ۱۹ اوت - فلوریانوس، امپراتور روم
- پروبوس، امپراتور روم

## درگذشتگان
‎